# Charles Gounod
Charles-François Gounod (ur. 17 czerwca 1818 w Paryżu, zm. 18 października 1893 w Saint-Cloud) – francuski kompozytor operowy.

## Życiorys
Urodził się w Paryżu, gdzie ukończył konserwatorium. Za pracę dyplomową był odznaczony Prix de Rome.
Gounod dodał głos solowy i słowa do Preludium C-dur z pierwszego tomu Das Wohltemperierte Klavier Johanna Sebastiana Bacha. W ten sposób powstało słynne Ave Maria.
Ulubionym instrumentem muzycznym Gounoda była harfa. Ten instrument przeważał w takich dziełach jak:
- Messe sollenelle de sanctae Cecilie (z motywem Credo)
- Laudate Dominum

## Opery
- 1851: Safona (pierwsza opera)
- 1859: Faust, na motywach utworu Goethego
- 1864: Mireille, na motywach poematu Mirejo Frédérica Mistrala
- 1865: Romeo i Julia

## Odznaczenia
- Wielki Oficer Legii Honorowej (1880)[1]